# 默納德 (伊利諾伊州)
默納德（英語：Menard）是位於美國伊利諾伊州蘭道夫縣的一個非建制地區。該地的面積和人口皆未知。

## 地理
默納德的座標為38°54′36″N 89°50′23″W / 38.91000°N 89.83972°W，而該地的平均海拔高度為151米（即495英尺）。